# Шато

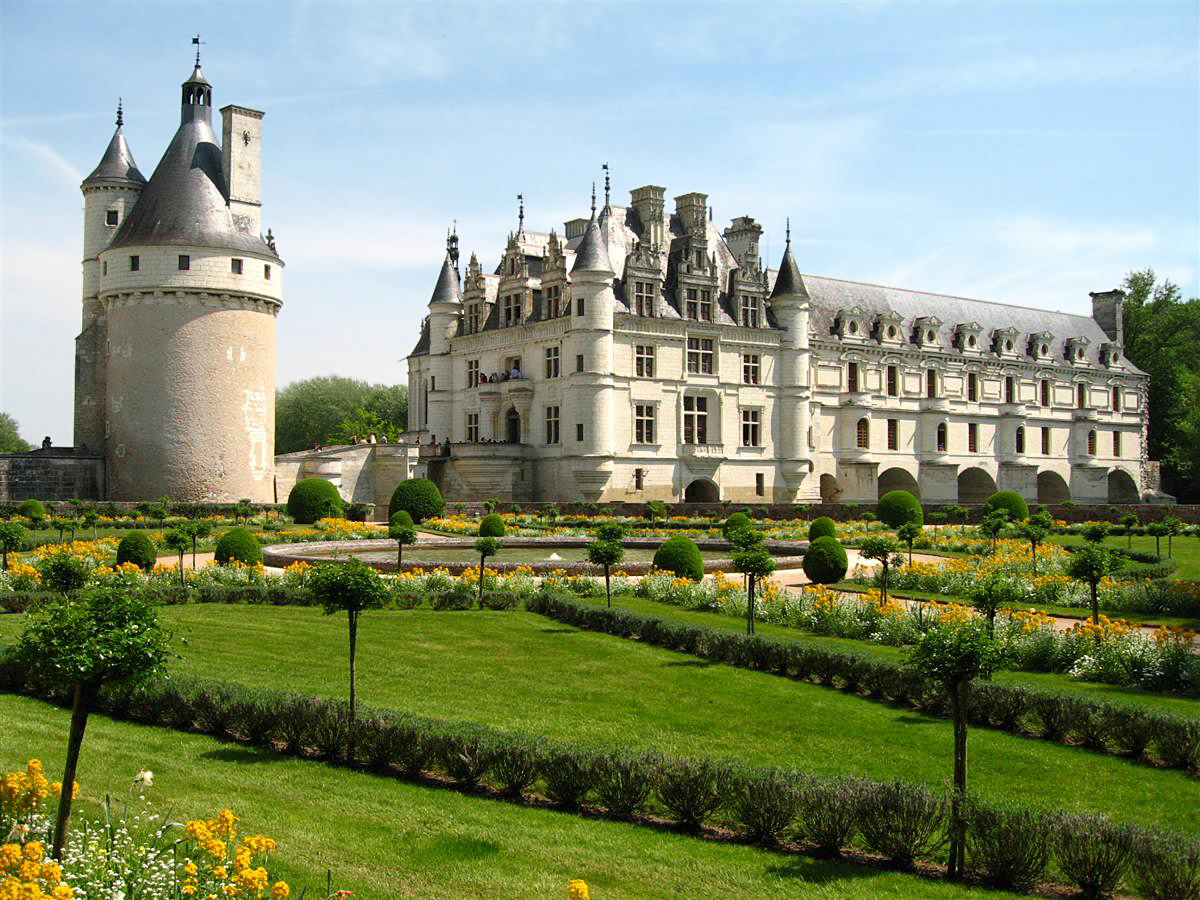
Замок Шенонсо у Долині Луар, Франція

Шатó (фр. château [ʃɑ.to] — зáмок) — замок, палац або маєток чи помешкання французького феодала-землевласника, або дача знаменитості чи аристократа, без оборонних укріплень, що здавна, і ще досі, вживається у місцях переважного використання французької мови. Там, де шато має фортифіковані укріплення, тобто класичний замок — він називається шато-форт, як, наприклад, шато-форт де Роктайад. Необхідно уважно ставитися до перекладу слова «шато» українською, оскільки це не те ж саме, що замок, а також більшість шато за звичаєм описується як палац чи маєток. Наприклад, шато де Версаль називається так, тому що було збудоване за містом, але не схоже на замок, тому відомий як Версальський палац.
Міський двійник шато — «палас», який у французькій мові вживається тільки для позначення величних будівель у метрополії. Таке використання відповідне українському слову палац, яке можна почути нечасто, окрім випадків посилання на помешкання найвеличнішої королівської знаті і дворянства. Вираз «отель партикульє́» відповідає значенню розкішного особняка. Деякі замки зараз використовуються як готелі.

## Концепція

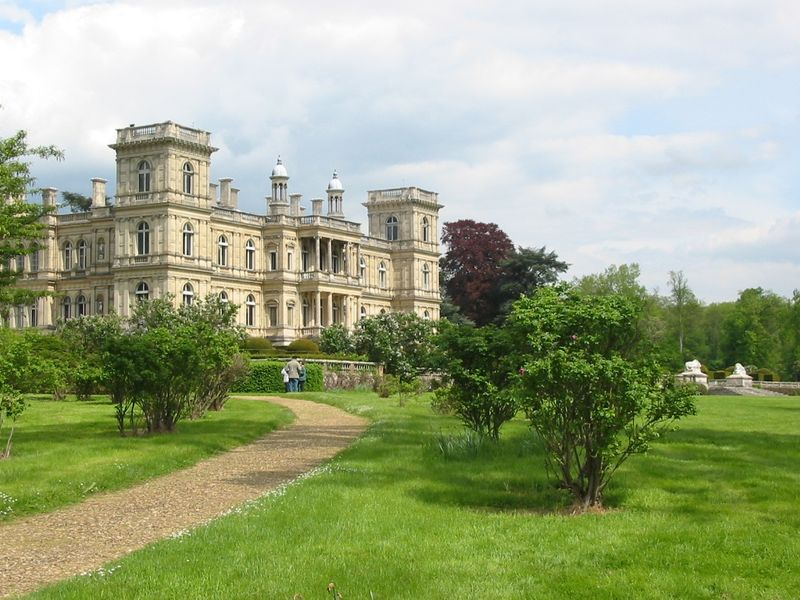
Шато де Фер'єр

Якщо шато не старий, то повинен бути величавим. Це — владне помістя, як влучно підмітив Джон Самерсон про британські та ірландські заміські маєтки, порівнюючи їх із французькими шато. Вони є особистим і, зазвичай, успадкованим сімейним набутком, який із певною офіційною вагомістю представляє королівські повноваження у провінції. Таким чином, слово «шато» посилається на помешкання члена французької королівської знаті або дворянина. Одні із найелегантніших, як Во-ле-Віконт, будувалися новою елітою, а останнім часом — збирачами податків, міністрами Людовика ХІІІ і його наступниками.
Уособлюючи сьоен, шато утримуються його землями, що дозволяє громаді бути самодостатньою у формі, подібній до римської і ранньої середньовічної системи маєтків. Незахищені помешкання Риму в часи Плінія Старшого, Гай Цільного Мецената та імператора Тиберія почали оточувати стінами, а згодом і фортифікувати у третьому столітті нашої ери, що еволюційно привело до замкових споруд на зразок шато. У сучасному використанні, шато включає деякі загородження, що є далекою подобою до мілітарних добудов: бастіони, загорожі, подвір'я із пастками, в'їзні вежі, дитинці, господарська інфраструктура. Окрім парадного під'їзду, шато мусить мати внутрішній двір, а також внутрішню та особисту резиденцію звернену у сторону акуратно та продумано оточеної паркової території.
У місті Париж, Лувр та Люксембурзький палац представляють автентичні зразки шато, що втратили своє етимологічне забарвлення і стали палацами, коли їх поглинуло місто.
У США, для прикладу, слово шато прийнялося вибірково, і в Золочене століття курортне місто Ньюпорт, що на Род-Айленд, шато називалися котеджі. Проте, на північ від Вілмінгтон у штаті Делавер, у заможних заміських поселеннях, шато — ознака владної значимості сім'ї Дюпон, та використовується згідно з автентичним лексичним значенням. У Канаді, наприклад, особливо по-англійськи, шато позначає готель, не помешкання, і застосовується для посилання на найбільші, та надзвичайно витончені залізничні готельні комплекси, що будувалися у Золоту добу канадської залізниці. Прикладом може служити Шато Лейк-Луїз, що біля озера Луїза в Альберті, Шато-Лорьє в Отаві, Шато-Мотебелло у Квебек та найвідоміший Шато-Фронтерак у Квебел-Сіті. Більше того, європейські франкофони у деяких регіонах, як Валлонія у Бельгії, слово шато використовується у такому самому сенсі. Помітний французький відбиток на архітектуру у Бельгії зробило Шато-д'Комте-д'Марчин, та в вісімнадцятому столітті Шато-д'Сенеф.

## Французькі шато

### Долина Луар

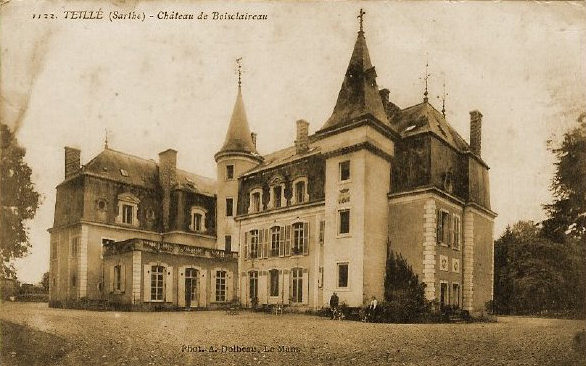
Шато в Долині Луар

Долина Луар є домівкою для більше ніж 300 шато. Вони були побудовані між десятим та двадцятими століттями, спершу французькими королями, а потім — дворянством. Тому долина, у цьому випадку, формулює підтекст долини королів. В альтернативній інтерпретації, завдяки помірному клімату, ґрунтам, придатним до ефективної культивації та вирощуванню продуктів виноробства, Долина Луар асоціюється із французьким садом. Розмаїття шато починається із дуже великих, часто у власності громади, і аж до скромніших розмірів, як, наприклад, Шато-д'Булльо в Сомюр, котре збудоване із місцевої осадової гірської породи.

### Шато Во-Ле-Віконт

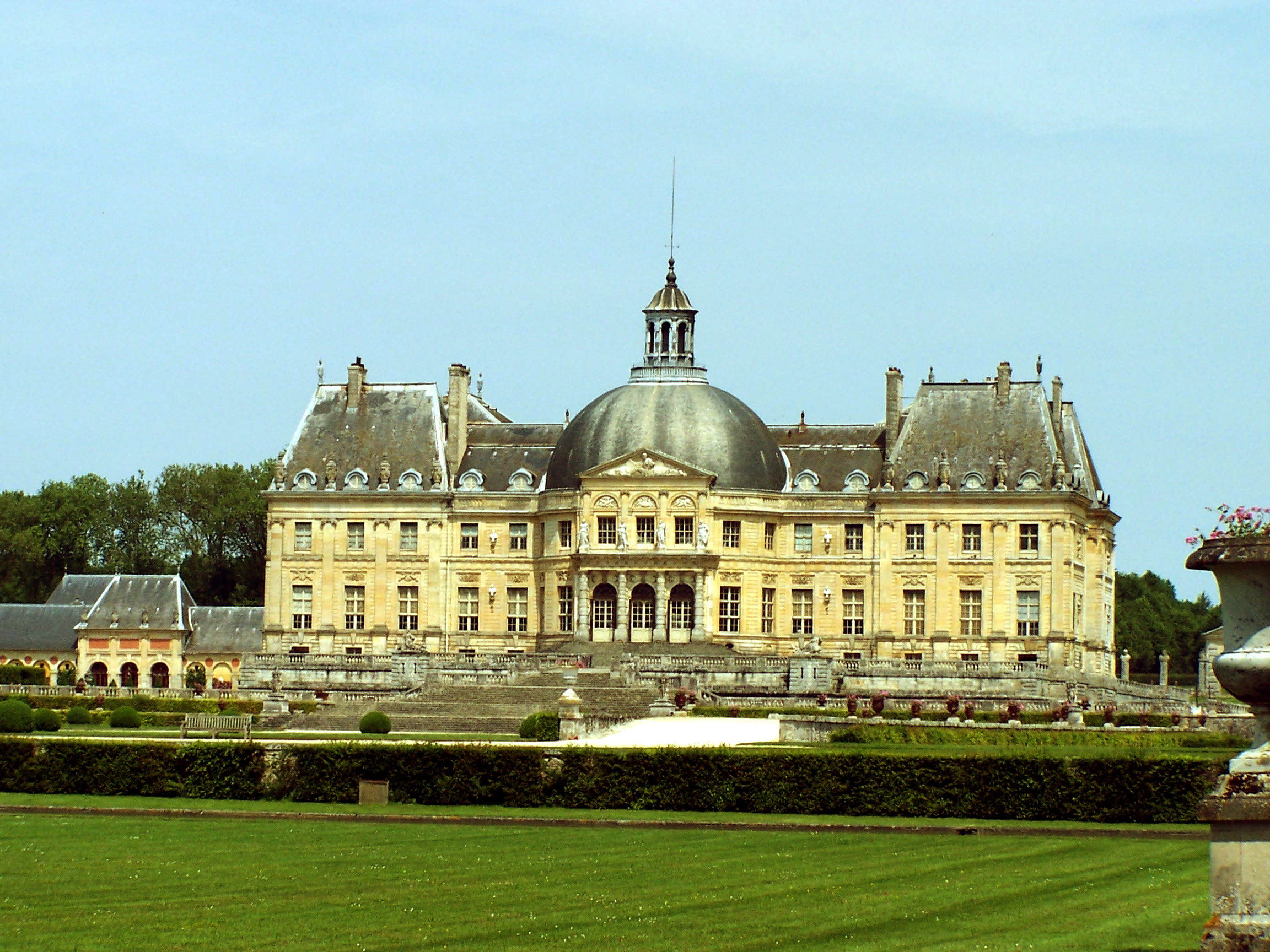
Шато Во-Ле-Віконт

Шато Во-Ле-Віконт є прикладом шато французького бароко, розміщеного у Менсі, що біля Мелен, за 55 кілометрів на південний схід від Парижа, департаменту Сена-і-Марна. Воно було збудоване у період 1658—1661 для Ніколя Фуке, як маркіза д'Бель-Айл, віконта Мелен і Во, управителя фінансів Людовика XIV.

### Шато Дамп'єрр-ан-Івлін

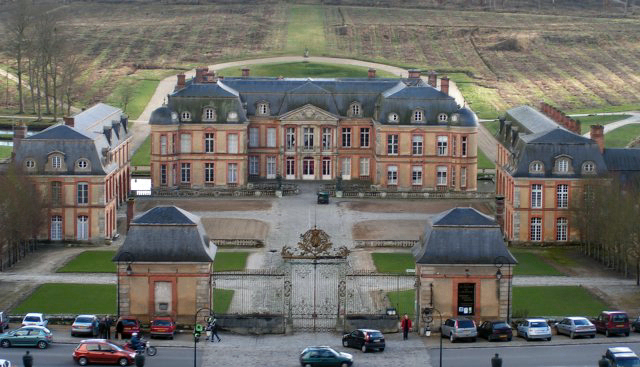
Шато Дамп'єрр-ан-Івлін

Жуль Ардуен-Мансар збудував це шато у 1675—1683 для дюка д'Шеврез, зятя Кольбера, та є екземпляром шато французького бароко «зважених розмірів». Захищений подвійними воротами із заліза художньої ковки, основний блок і його зовнішні споруди, сполучені балюстрадами, розміщені симетрично навколо бруківки і насипу двору пошани. Позаду, де головний прохід був протягнутий між колишніми партерами, зараз — сінокіс. Парк із формальним вододілом був укладений Андре Ленотр. Інтер'єр — розкішний. Порівняно невеликий розмір шато дає можливість порівняння із його сучасником Хет Лоо, збудований для Вільгельма Оранського III. Дах — у вигляді автентичних мансард.

### Бордо

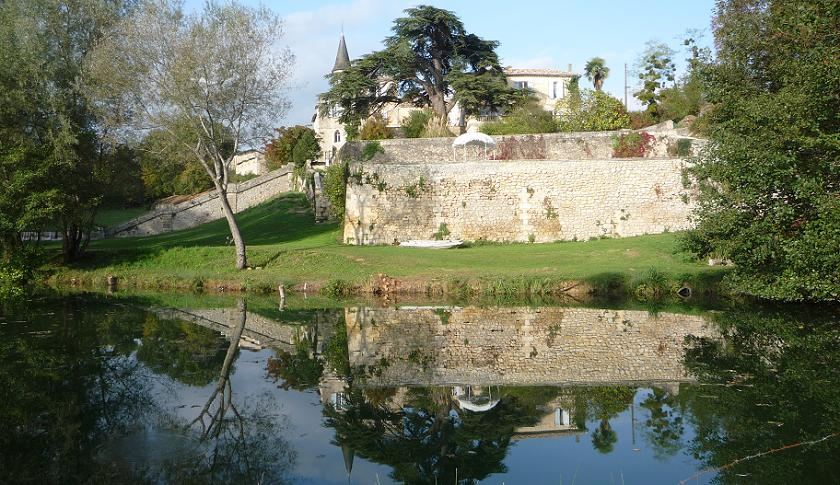
Шато Ларгос в Бордо

У Бордо існує багато маєтків зі справжніми шато, але зазвичай — загальноприйнято для виробників вин, хоч би якими скромними вони були, префіксувати свої бренди шато. Це є справедливим як для дуже витончених будівель, так і для жалюгідних руїн. Якби були щонайменші докази від еволюції римських садиб Аквітанії до фортифікованих самодостатніх шато, то шато виноробів довели би протилежне. Проте, з другого боку, існує значна кількість чудових шато в Бордо, що окреслюють стиль маєтків римської архітектури, одним із прикладів якої є Шато Лагорс в О.